# 877
سنة 877 كانت سنة بسيطة تبدأ يوم الثلاثاء (الرابط يظهر نموذج التقويم الكامل للسنة) من التقويم اليولياني. بدأت تسمية السنة ب877 منذ العصور الوسطى المبكرة، عندما أصبح تقويم أنو دوميني هو الأسلوب السائد في أوروبا لتسمية السنوات.

## أحداث
- بدء حصار سرقوسة والذي استمر إلى 878.

## مواليد
- ابن البطاريق
- تايجو ملك غوريو
- 10 سبتمبر - سعيد بن البطريق ، بطريرك الإسكندرية (توفي 940)

## وفيات
- إسماعيل بن يحيى المزني
- جون سكوتوس أريجينا
- شارل الأصلع
- عبيد الله بن يحيى بن خاقان